# Brujería (canción de Shakira)
«Brujería» es una canción latin pop de la cantautora colombiana Shakira, lanzada como sencillo en 1993, perteneciente a su álbum Peligro. La canción fue escrita por Eduardo Paz. Tiene ligeras influencias de música arábica, al igual que su futuro éxito, Ojos Así.

## Comercialización
Fue lanzada radialmente y no tuvo video promocional. Este tema es el único sencillo que se puede conseguir en versión digital de buena calidad, pues fue incluida en uno de los volúmenes de la serie "Baladas de Platino", la cual se lanzó en formato CD.
El sencillo al tener una promoción escasa no entra a las listas de popularidad de Colombia, menos fuera de ella sin embargo Shakira presenta el sencillo en el programa musical El Show de las Estrellas y en un festival, y en cuanto a popularidad le fue mejor que su anterior sencillo Peligro. En el portal de Youtube se pueden ver los videos en que Shakira interpreta el tema.
- Datos: Q2926550